# Snake Island (Victoria)
Snake Island är en ö i Australien. Den ligger i delstaten Victoria, omkring 170 kilometer sydost om delstatshuvudstaden Melbourne. Arean är 51 kvadratkilometer. Den sträcker sig 8,2 kilometer i nord-sydlig riktning, och 13,6 kilometer i öst-västlig riktning.
Genomsnittlig årsnederbörd är 1 069 millimeter. Den regnigaste månaden är juni, med i genomsnitt 164 mm nederbörd, och den torraste är januari, med 44 mm nederbörd.